# Rodenticida

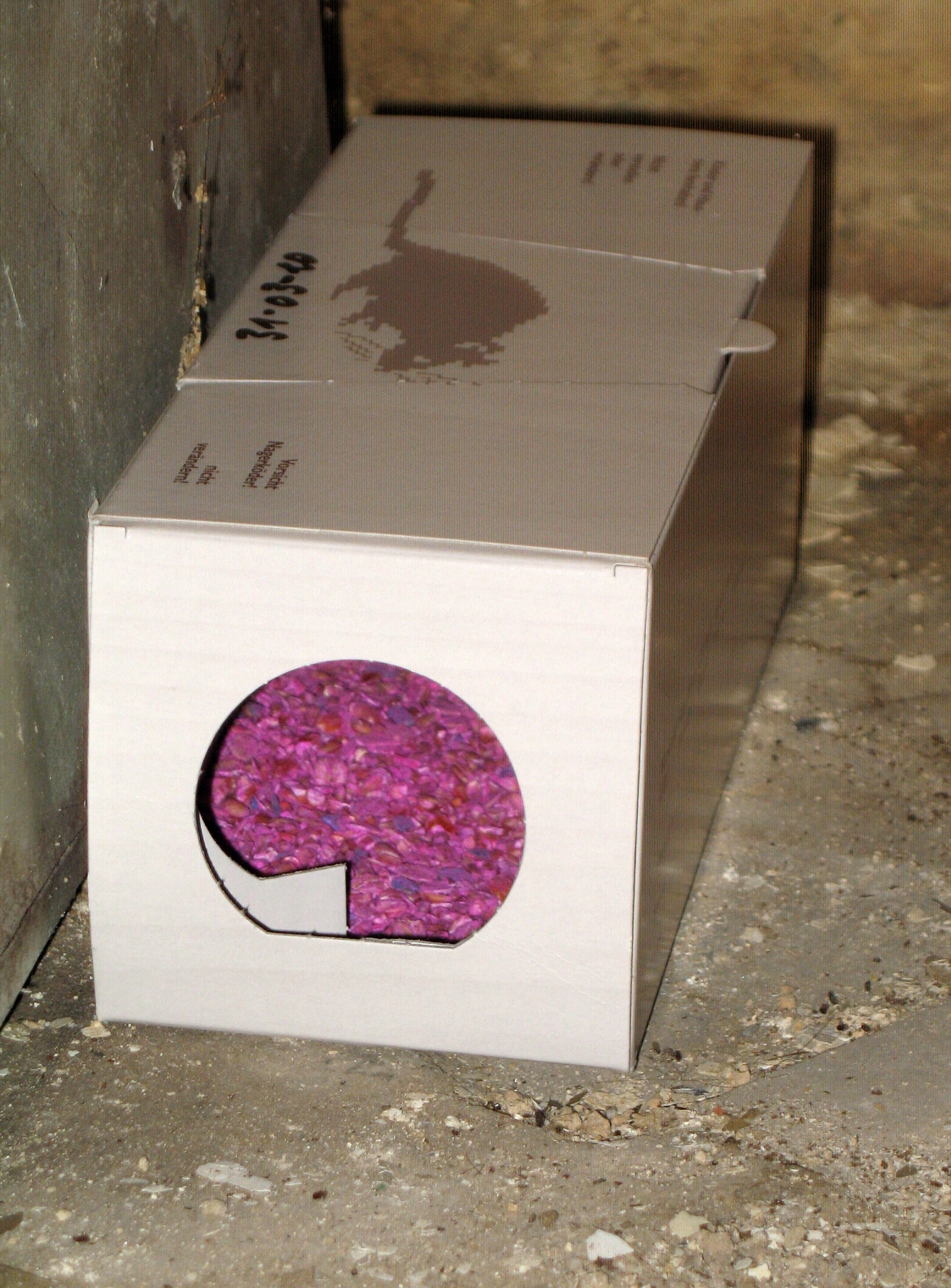
Caja con matarratas

Un rodenticida, llamado popularmente raticida o matarratas, es un pesticida que se utiliza para matar a los roedores comensales del ser humano. La efectividad de los rodenticidas está ligada a su acción tóxica y a la aceptación por los roedores del cebo.

## Función

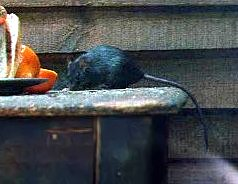
Una rata

Se trata de compuestos cuya función es matar a los roedores para eliminarlos o atenuar sus daños. Estas sustancias se emplean debido a que es necesario realizar controles sobre las poblaciones de estos animales, ya que pueden causar daños a cultivos y cosechas o ser vectores de enfermedades.

### Cebos
La efectividad de los rodenticidas no solamente está ligada a su acción tóxica, sino a la aceptación, por parte de los roedores, del cebo que los contiene. Esta efectividad se mide por la velocidad de consumo del cebo.[cita requerida]

## Tipos de rodenticidas

### De acción inmediata

#### Rodenticidas gaseosos
Pueden inocularse en forma de polvo o de gas en el interior de las madrigueras, espacios cerrados como casas, almacenes. Su efecto es la muerte, en un período corto de tiempo, del roedor. Todos ellos presentan una alta toxicidad. Como ejemplo de estos rodenticidas están el anhídrido sulfuroso y el carbamato de amonio entre otros.
Estos gases tienen como desventaja su alta toxicidad para el hombre y los animales vertebrados.

#### Rodenticidas químicos
Son de efecto rápido, en ocasiones instantáneo, que actúan por lo general a dosis única. Algunos poseen sabores fuertes, razón por la cual suelen causar recelo o alerta en la población de roedores. Dentro de estos podemos clasificar los diferentes subtipos: 
- Inhibidores de respiración celular: bloquea la síntesis de ATP. Ejemplo: Fluoroacetato de sodio.
- Vasoconstrictores: contracción de músculos que rodean vasos sanguíneos periféricos. Ejemplo: norbomida.
- Alteración del sistema nervioso: actúan sobre el sistema nervioso central, impidiendo la correcta transmisión de impulsos nerviosos, generando convulsiones y finalmente la muerte. Ejemplo: Estricnina.
- Alteración de la vitamina D: provoca hipercalcemia. Ejemplo: Colecalciferol.
- Diabetogénicos: atacan y destruyen a las células pancreáticas, alterando el metabolismo de la glucosa.  Ejemplo: Pyriminil.

### De acción retardada

#### Anticoagulantes
Inhiben la síntesis de la vitamina K, cuyo metabolismo o funcionamiento alteran, provocan la no coagulación de la sangre, y el roedor muere de fuertes hemorragias internas. Debido a su acción lenta, los roedores no asocian los síntomas con la ingestión del cebo envenenado, por lo que representa una ventaja con respecto a los otros tipos, y por ello son los más empleados en la actualidad. Por ejemplo: warfarina y clorofacinona.

## Efectos toxicológicos en especies no deseadas
Debido a la fisiología parecida entre los roedores y gran parte de los animales incluido el ser humano, los rodenticidas representan un peligro potencial para la fauna silvestre, los animales domésticos y las personas que se encuentren en el lugar de aplicación. Debido a esto, su uso en muchos países está regulado, y muchas de estas sustancias están prohibidas.[cita requerida]
Dentro de la fauna silvestre, los más afectados por la intoxicación mediante rodenticidas son aves y mamíferos, los cuales pueden sufrir las mismas consecuencias que los propios roedores, variando la dosis tóxica en función de la especie. El envenenamiento puede producirse mediante:
- ingestión directa de cebos envenenados; en algunas ocasiones, se hace de manera intencionada para acabar con determinadas especies que no pertenecen a los roedores consideradas como perniciosas, por lo cual esta práctica es ilegal en la mayoría de los países y se encuentra penada por la ley;
- Ingestión indirecta de animales que hayan sido envenenados anteriormente mediante los rodenticidas.

En el caso de los humanos es frecuente la intoxicación en niños, siendo esta la causa de intoxicación accidental más frecuente después de los medicamentos, los hidrocarburos o los alimentos en mal estado. En personas adultas la principal causa de intoxicación por rodenticidas es el intento de suicidio y con fines homicidas.
La vía principal de entrada del tóxico es la oral aunque en algunos casos también puede producirse por contacto dérmico accidental.
Los síntomas varían en función del tipo de rodenticida del que se trate, aunque los más frecuentes son: náuseas, vómitos, dolor abdominal, mareos, fatiga, alteraciones cardiovasculares y del sistema nervioso. En algunos casos si no son tratados de manera correcta los síntomas pueden llegar a ser letales.